# Phạm Nhật Vượng
Phạm Nhật Vượng (sinh ngày 5 tháng 8 năm 1968) là một doanh nhân kiêm tỷ phú người Việt Nam. Ông được biết đến là người sáng lập tập đoàn Vingroup.

## Xuất thân và gia đình
Phạm Nhật Vượng sinh ngày 5 tháng 8 năm 1968 tại Hà Nội, quê quán Hà Tĩnh. Cha Phạm Nhật Vượng là Phạm Nhật Quang (bí danh: Phạm Dương, người xã Phù Lưu, huyện Lộc Hà, tỉnh Hà Tĩnh ) là một quân nhân, phục vụ trong lực lượng Không quân của Quân đội nhân dân Việt Nam. Mẹ ông bán trà rong trên phố.
Phạm Nhật Quang tập kết ra Bắc và lấy vợ là người gốc làng Hạ Trang, Bát Trang, An Lão, Hải Phòng. Sau đó ông bà định cư tại Hà Nội, rồi lần lượt sinh 3 người con tại đây là Phạm Nhật Vượng (1968), Phạm Nhật Vũ và Phạm Thị Lan Anh.
Em trai của Phạm Nhật Vượng, Phạm Nhật Vũ, là chủ tịch An Viên Group có niềm đam mê với võ thuật nên mời rất nhiều vệ sĩ là Võ sư nổi tiếng. Trưa 13/4/2019, Phạm Nhật Vũ bị khởi tố, bắt tạm giam về tội Đưa hối lộ, quy định tại khoản 4, điều 364 Bộ luật Hình sự năm 2015 trong thương vụ MobiFone mua 95% cổ phần AVG.
Em gái Phạm Nhật Vượng, Phạm Thị Lan Anh là một người khá kín tiếng với giới truyền thông mặc dù hiện đang là Thành viên HĐQT đồng thời kiêm chức vụ lãnh đạo chủ chốt của tổ Bảo hiểm tài sản của tập đoàn. Ngoài ra bà còn đứng tên Tổng Giám đốc 3 công ty của riêng mình, hoạt động trong các lĩnh vực truyền thông viễn thông, đầu tư công nghệ và dịch vụ. Bà từng theo học Trường Trung học phổ thông Kim Liên với thành tích xuất sắc, tốt nghiệp cử nhân, thạc sĩ, tiến sĩ kinh tế.

## Quá trình hoạt động
Năm 1982, Phạm Nhật Vượng theo học tại trường Trường Trung học phổ thông Kim Liên, quận Đống Đa, Hà Nội, năm 1985 ông tốt nghiệp. Đến năm 1987, ông thi đỗ Trường Đại học Mỏ - Địa chất Hà Nội và nhờ thành tích xuất sắc trong môn Toán, ông được học bổng du học ở trường Đại học Thăm dò địa chất Liên bang Nga (tiếng Anh: Russian State Geological Prospecting University, tiếng Nga: Российский государственный геологоразведочный университет, РГГРУ (MGRI-RSGPU)), theo ngành kinh tế địa chất.
Ngay từ năm 3 đại học ở tòa nhà Dom 5 Moskva, ông đã bắt đầu kinh doanh. Ông thuê một phòng trong DOM 5 để bán hàng, sau đó mở nhà hàng, rồi nhập hàng từ Việt Nam để bán, tiếp đó buôn áo gió (áo ấm mùa đông), lúc đầu kiếm được nhiều tiền nhưng sau thị trường thay đổi, thiếu kinh nghiệm nên phá sản.
Năm 1993, Phạm Nhật Vượng tốt nghiệp Đại học MGRI-RSGPU và kết hôn với một người bạn cùng học đại học là bà Phạm Thu Hương. Lúc này Liên Xô vừa sụp đổ đang rơi vào hỗn loạn, xuất hiện nhiều cơ hội kinh tế. Ở Việt Nam thì đang thực hiện Đổi Mới. Hai vợ chồng quyết định không về nước mà chuyển tới sống ở Kharkiv, Ukraina. Lúc rời xuống Kharkiv, theo lời Phạm Nhật Vượng (khi trả lời phỏng vấn của báo Tuổi trẻ vào tháng 1 năm 2019) thì ông còn nợ 40,000 USD. Vay mượn tiền từ bạn bè và người thân được 10,000 USD, ông và bà Hương mở một nhà hàng Việt Nam tên là Thăng Long, ở Kyiv, Ukraina.
Ngày 8 tháng 8 năm 1993, Phạm Nhật Vượng bắt đầu sản xuất mỳ ăn liền với thương hiệu "Mivina" («Мівіна») sau khi vay 100,000 USD từ những người bạn Việt với lãi suất 8% một tháng. Hoạt động kinh doanh của ông Phạm Nhật Vượng tại Ukraina diễn ra rất thuận lợi. Đến năm 1995, thương hiệu mỳ "Mivina" bắt đầu xuất hiện trên thị trường rồi nhanh chóng trở thành tên thương hiệu cho hầu hết các thực phẩm ăn liền ở Ukraina. Nguyên liệu cho mỳ "Mivina" được nhập từ Việt Nam và Đài Loan. Sản lượng mỳ "Mivina" là 1 triệu gói trong năm 1996. Ông tung ra sản phẩm rau thơm khô đóng gói năm 1999 và bột khoai tây năm 2000.
Đến năm 2004, mỳ ăn liền hiệu "Mivina" đã chiếm tới 97% thị phần ở Ukraina. Năm 2007, doanh nghiệp của ông bắt đầu sản xuất thức ăn nhanh và sản xuất các loại súp đóng gói.
Năm 2010, công ty Nestle S.A của Thụy Sĩ đã mua lại công ty sản xuất đồ ăn nhanh Công ty trách nhiệm hữu hạn Technocom của ông Phạm Nhật Vượng với giá 150 triệu USD. Vào thời điểm đó, ông Vượng còn sở hữu 2 nhà máy ở Kharkiv với doanh thu khoảng 100 triệu USD/năm. Công ty có khoảng 1.900 công nhân.
Năm 2000, Phạm Nhật Vượng đầu tư phần lớn lợi nhuận từ việc bán mì gói về quê hương Việt Nam, bắt đầu từ Nha Trang.
Ông hiện vừa là sáng lập viên, vừa là thành viên Hội đồng quản trị Vinpearl Land (VPL) và Công ty cổ phần Vincom (VIC). Tháng 8 năm 2009, Đại hội đầu tiên của Hiệp hội Doanh nhân Việt Nam ở nước ngoài đã được tổ chức tại Hà Nội. Phạm Nhật Vượng đã được Đại hội tín nhiệm bầu là chủ tịch Hiệp hội cùng tám phó chủ tịch khác.
Tháng 9 năm 2009, Tập đoàn Technocom đổi tên thành Tập đoàn Vingroup (tên đầy đủ là: Tập đoàn Đầu tư Việt Nam), chuyển trụ sở từ Kharkiv (Ukraina) về Hà Nội (Việt Nam).
Cuối tháng 11 năm 2008, Chủ tịch Hội đồng quản trị VIC, Lê Khắc Hiệp, một thành viên khác của Vincom đã trao toàn bộ lượng cổ phiếu đang nắm giữ cho Vượng, tạo nên vụ tặng cổ phiếu đình đám trong giới chứng khoán.

### Vincom
Vincom, có tên đầy đủ là Công ty Cổ phần Vincom, tiền thân là Công ty Cổ phần Thương mại Tổng hợp Việt Nam, được thành lập chính thức vào ngày 3 tháng 5 năm 2002 với vốn điều lệ ban đầu là 196 tỷ đồng, sau đó gần một năm đã tăng lên 251 tỷ đồng. Từ lợi nhuận chưa phân phối trong các lĩnh vực kinh doanh bất động sản, cho thuê văn phòng, công ty đã nâng vốn điều lệ lên 600 tỷ đồng. Gần đây nhất, công ty đã hoàn tất việc tăng vốn điều lệ lên gần 1.200 tỷ đồng và thành 2.000 tỷ đồng vào tháng 9 năm 2009. Công ty đang xây một tổ hợp lớn gồm căn hộ cao cấp, văn phòng, khu mua sắm ở Hà Nội.
Năm 2006, ông đã bán tháp A Vincom tại 191 Bà Triệu cho ngân hàng đầu tư phát triển Việt Nam (BIDV). Cuối năm 2011, ông lại bán tháp B Vincom cho ngân hàng cổ phần Kỹ thương Việt Nam (Techcombank) và chuyển toàn bộ trụ sở văn phòng Tập đoàn và các đơn vị thành viên tại Hà Nội về Khu đô thị sinh thái Vincom Village tại Sài Đồng - quận Long Biên vào đầu tháng 1/2012.
Vào ngày 3 tháng 8 năm 2015, khu phức hợp VinCom mới nhất của tập đoàn Vingroup đã được khởi công tại thành phố Hà Tĩnh. Ngày 12 tháng 7 năm 2017, Vincom Plaza Hà Tĩnh chính thức được khai trương.

### Tài sản
Phạm Nhật Vượng là Chủ tịch Hội đồng quản trị Vingroup. Ông được xem là tỷ phú đô la Mỹ đầu tiên trên sàn chứng khoán Việt Nam từ ngày 7 tháng 3 năm 2011 với giá trị tài sản lên đến khoảng 21.200 tỷ đồng Việt Nam tương đương 1 tỷ đô la Mỹ tại thời điểm đó.
Trước đó vào năm 2010, Phạm Nhật Vượng là người giàu nhất trên thị trường chứng khoán Việt Nam với số tài sản gần 15.800 tỷ đồng, giàu thứ nhì Việt Nam (theo xếp hạng trên sàn chứng khoán) năm 2007, 2008. Ông đạt được vị trí này vào năm 2007, khi Công ty Vinpearl thuộc nhóm các công ty của Vincom niêm yết 100 triệu cổ phiếu trên sàn giao dịch chứng khoán Thành Phố Hồ Chí Minh.
Phạm Nhật Vượng được tạp chí Forbes nêu tên trong danh sách tỷ phú thế giới lần đầu tiên vào năm 2013 ở vị trí 974 thế giới với tài sản 1,5 tỷ đô la Mỹ, năm 2016 là 2,1 tỷ USD.
Tháng 6/2021, theo thông tin trên báo Dân Trí, diễn biến cổ phiếu VIC biến động khiến tổng giá trị tài sản của ông Phạm Nhật Vượng sụt giảm khoảng 50.975,2 tỷ đồng. Dẫu vậy, ông vẫn giữ nguyên vị trí là người giàu nhất Việt Nam với giá trị tài sản ròng đạt 8,1 tỷ USD, xếp thứ 322 trong danh sách người giàu thế giới.
Theo Forbes, tính đến đầu tháng 12 năm 2021, tài sản của Phạm Nhật Vượng có giá trị 8,3 tỷ USD, đứng thứ 344 trong số các tỷ phú thế giới tính theo thời gian thực.

## Tranh cãi

### Cáo buộc ăn chặn và cướp đoạt tài sản của người Việt tại Ukraina
Năm 2002, những đơn thư tố cáo được gửi tới Hội người Việt nam tại Ukraina thu thập chữ ký của gần 4.000 tiểu thương tại khu chợ Barabacova, thành phố Kharkov trong đó tố cáo Phạm Nhật Vượng cùng Lê Viết Lam (chủ tịch tập đoàn Sun Group) mang danh nghĩa Chủ tịch Hội đồng hương Ukraina – Việt Nam và quản lý khu chợ Barabacova ăn chặn, bóc lột và cướp đoạt tài sản của hàng ngàn tiểu thương tại đây.

## Gia đình
Phạm Nhật Vượng có vợ là Phạm Thu Hương, hiện là Phó Chủ tịch thứ nhất HĐQT Vingroup và 3 người con (2 trai, 1 gái) là Phạm Nhật Quân Anh, hiện là Phó Tổng giám đốc công ty TNHH một thành viên Vinpearl của Vingroup, Phạm Nhật Minh Hoàng và Phạm Nhật Minh Anh.

## Tài trợ
Năm 2007, Phạm Nhật Vượng đã tài trợ 18,5 tỷ đồng để xây dựng trường trung cấp dạy nghề Phạm Dương và trường mầm non Phù Lưu cho Hà Tĩnh, quê của bố ông. Về phía quê mẹ ông ở Bát Trang, An Lão, Hải Phòng, ông thường xuyên về quê thăm hỏi, và tài trợ cuộc sống của người dân ở đây, ông cũng đã có công đóng góp tu tạo đình làng và tài trợ huyện đổ đường và làm lại dọc đường thị trấn An Lão.

## Nhận xét
- "Trở thành tỷ phú đôla nhờ bước đầu khởi nghiệp từ kinh doanh mỳ ăn liền tại Ukraina và sau đó là đầu tư bất động sản ở Việt Nam, ông Phạm Nhật Vượng đang thực hiện dự án sản xuất ôtô tại Việt Nam và nuôi tham vọng vươn tới những cơ hội mới trên thị trường quốc tế", Bloomberg.[27]